# Гінтов Олег Борисович
Оле́г Бори́сович Гі́нтов (нар. 22 січня 1935, м. Тараща, Київська область) — український вчений-геофізик, доктор геолого-мінералогічних наук (1981), завідувач відділу палеогеодинаміки в Науково дослідному інституті геофізики імені С. І. Суботіна (1992), лауреат Державної премії України в галузі науки і техніки (1996). Головний науковий співробітник відділу тектонофізики Інституту геофізики ім. Субботіна НАН України.

## Творчий шлях
Гінтов Олег Борисович народився 22 січня 1935 року в місті Тараща, що на Київщині.
1957 року закінчив з відзнакою геологічний факультет Київського університету імені Тараса Шевченка.
З 1957 по 1973 — працював у геофізичних експедиціях міністерства геології УРСР де, крім інших, займав посади технічного керівника та начальника партій.
1970 року захистив дисертацію на здобуття наукового ступеня кандидата геолого-мінералогічних наук.
1981 року захистив дисертацію на здобуття наукового ступеня доктора геолого-мінералогічних наук за спеціальностями «геофізика» та «геотектоніка».
З 1973 — працює в Науково-дослідному інституті імені С. І. Суботіна Національної академії наук України: з 1985 по 1992 — завідувач лабораторії геофізичного вивчення докембрію; завідувач відділу палеогеодинаміки згаданого інституту.
З 1992–2001 — завідувач відділу палеогеодинаміки Інституту геофізики імені С. І. Субботіна НАН України.
З 2001 — головний науковий співробітник відділу тектонофізики Інституту геофізики імені С. І. Субботіна НАН України.
Наукові дослідження в галузі інтерпретації геофізичних матеріалів та методології тектонофізичних досліджень і динаміки земної кори.
У квітні 2012 року обраний член-кореспондентом НАН України.

## Підручники та посібники
- Структуры континентальной земной коры на ранних этапах её развития, Киев, 1978;
- Тектонофизические исследования разломов консолидированной коры, Киев, 1988; (у співавторстві)
- Полевая тектонофизика и ее применение при изучении деформаций земной коры Украины, Киев, 2005;

## Значимі статті
- Сейсмотектонофизическая модель литосферы // ГФЖ. — 1987. — № 6; (у співавторстві)
- Комплексирование сейсмометрических и тектонических данных при изучении структуры и динамики литосферы // Известия Академии наук СССР, секция: Физика Земли. — 1989. — № 5. (у співавторстві)
- Еще раз о природе Крымской гравитационной аномалии // Геофизический журнал. — 2010. — № 6; (у співавторстві)
- Геодинамическое развитие литосферы Украины и его роль в формировании и размещении месторождений полезных ископаемых // Геофизический журнал. — 2011. — № 3; (у співавторстві)
- Докембрий Украинского щита и тектоника плит // Геофизический журнал. — 2012. — № 6.